# Savalla del Condado
Savalla del Condado o Savallá del Condado, conocida hasta el siglo XIX como Ceballa del Condado (en catalán y desde 1981 oficialmente Savallà del Comtat) es un municipio español de la comarca catalana de la Cuenca de Barberá (provincia de Tarragona). Según datos del 2011 su población era de 69 habitantes. El punto máximo de su demografía fue en el año 1860 con 467 habitantes.

## Historia
En documentos del 1043 aparece citado como serra d'Avellano. A finales del siglo XI, la familia Cervera recibió el dominio de estas tierras de manos de los condes de Barcelona. Estuvo en poder de esta familia hasta finales del siglo XII cuando figura como señor de las tierras Gombau d'Oluja. Los siglos siguientes cambió de manos, hasta que en el siglo XIV quedó en manos de la familia Boixadors. En 1599, se le concedió a Bernat de Boixadors i d'Erill el título de conde de Zavellá. En el 1705 el pretendiente Carlos de Austria le añadió la categoría de "grande de España", pero nunca fue reconocida posteriormente.

## Geografía humana

### Demografía
Cuenta con una población de 50 habitantes (INE 2024).
| Gráfica de evolución demográfica de Savalla del Condado entre 1842 y 2021 |
| |
| Población de derecho según los censos de población del INE Población de hecho según los censos de población del INEEn estos censos se denominaba Ceballa del Condado: 1842, 1857, 1860, 1877 y 1887 En estos censos se denominaba Savallá del Condado: 1897, 1900, 1910, 1920, 1930, 1940, 1950, 1960, 1970 y 1981 Entre el censo de 1857 y el anterior, crece el término del municipio porque incorpora a 435022 (Segura) |

### Economía
La principal actividad económica es la agricultura de secano. Destaca el cultivo de cereales, así como algunas viñas.

## Cultura
En la población se encontraba el Castillo de Savallá, reconstruido en los siglos XV y XVI. Durante un tiempo sirvió como residencia de los condes de Savallá, convirtiéndose en una de las principales residencias del condado, pero después quedó abandonado. Solo quedan en pie algunas partes de los muros y de las dos torres. La iglesia parroquial está dedicada a San Pedro y es de estilo gótico. Construida en el siglo XVIII sufrió fuertes desperfectos durante la guerra civil.
Celebra sus fiestas el 15 de mayo festividad de San Isidro, y el primer domingo de octubre, fiesta de la Virgen del Rosario.